# Cavalcavia

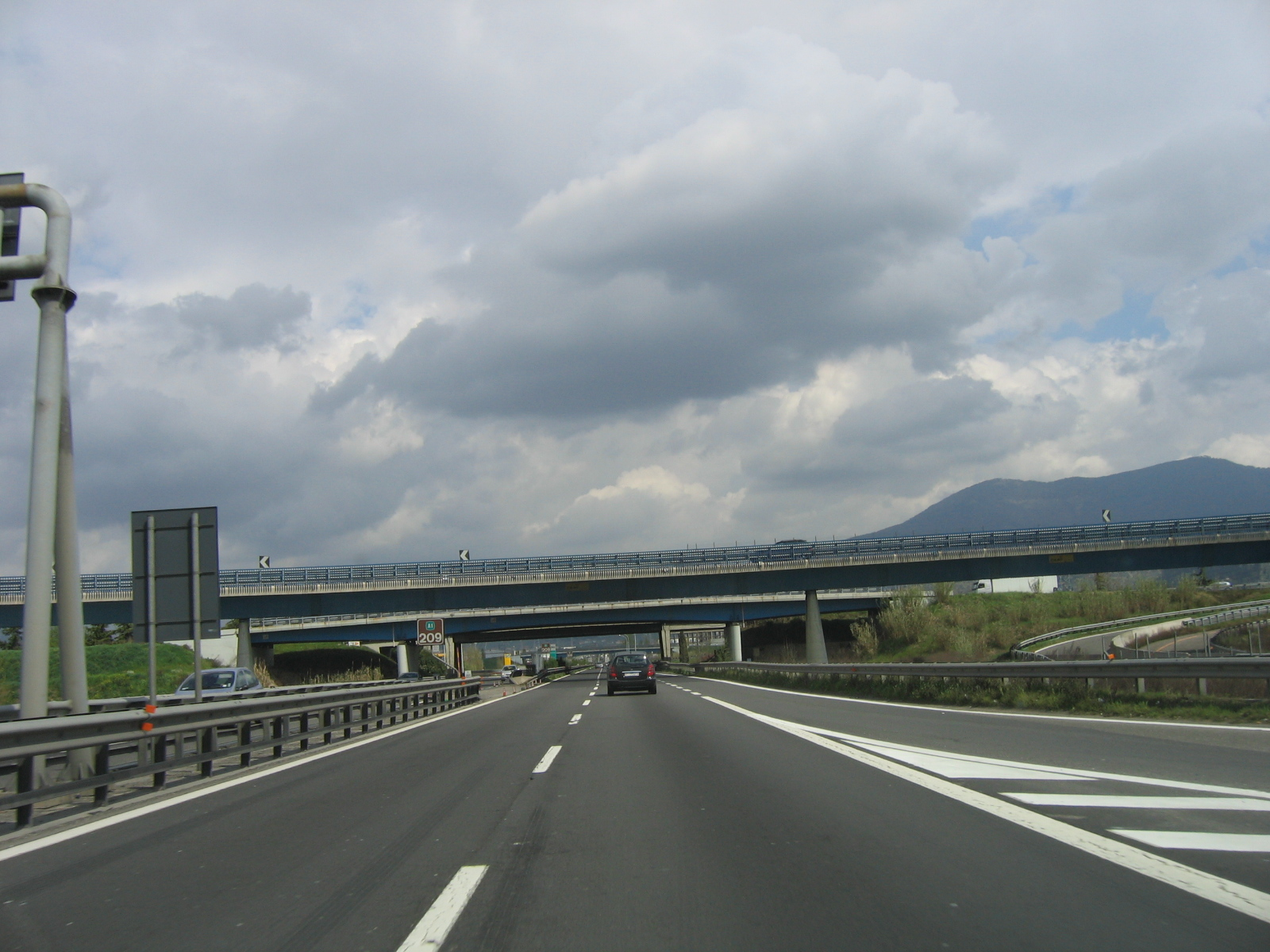
Una serie di cavalcavia sulla Autostrada del Sole presso Bologna

Con cavalcavia si designa solitamente l'incrocio di un tratto ferroviario o stradale con un percorso posto a un livello più basso. 
Un incrocio posto allo stesso livello tra una ferrovia e una strada, una via o una piazza è al contrario definito passaggio a livello,
mentre fra due strade prende il nome di intersezione a raso.

## Caratteristiche
Il concetto di cavalcavia ferroviario può essere inteso inoltre come incrocio tra due ferrovie a livello diverso, che tuttavia nel linguaggio tecnico viene definito come "manufatto passante" o "manufatto di passaggio". L'incrocio allo stesso livello di due ferrovie è un incrocio ferroviario. Solitamente, in una struttura di tipo moderno, non essendo possibile bloccare il transito sulla strada o ferrovia inferiore per lungo tempo la costruzione avviene per fasi.
Per prima cosa si creano la massicciate di terra e le strutture di cemento necessarie a costruire le due rampe di salita, poste ai margini e a una certa distanza della via inferiore. Questa operazione viene fatta con l'uso di macchine movimento terra come bulldozer e ruspe per la prima fase; nella seconda fase si opera tramite casseforme in legno o metallo accoppiate all'uso di betoniere e gru per il riempimento dall'alto, creando così strutture rigide di rinforzo in cemento armato.
In una seconda fase, mentre si attende il consolidamento del cemento, si procede se necessario all'installazione dei piloni intermedi, spesso limitando in modo solo parziale il transito sulla via preesistente per ridurre al minimo i disagi. Su tutte le strutture così posizionate si trovano degli elementi ad incastro, su cui verrà infine posato il prefabbricato del ponte vero e proprio, in travi metalliche o in elementi modulari in cemento. Questa parte oggi viene frequentemente assemblata a parte, a fianco della struttura, e con un'interruzione nel traffico della via inferiore di solo poche ore si può procedere al sollevamento del monoelemento così assemblato tramite gru speciali e al suo posizionamento in loco.
Nel caso di costruzioni di cavalcavia su ferrovie, non è infrequente che il transito sia bloccato solo per qualche ora in piena notte e che si proceda al sollevamento e alla posa della campata alla luce delle fotoelettriche Una volta in posizione l'elemento superiore si consolida la struttura tramite imbullonamenti e tiranti, così da permettere la riapertura della via inferiore. Infine, si procede al completamento (asfaltatura, guard rail, costruzione dei binari, elettrificazione...).